# Escudo de Campredó
El escudo oficial de Campredó tiene el siguiente blasonamiento:
Escudo embaldosado: de plata, una torre abierta de sinople, acompañada al cabo de una cruz griega patente de gules y en la parte inferior, una faja ondulada de azur.
El escudo fue aprobado el 15 de abril de 2016 y publicado en el DOGC el 29 del mismo mes con el número 7.110.
La torre hace referencia en los dos edificios históricos más emblemáticos del pueblo: las torres de la Fuente de Quinto y de Prat, esta última probablemente construida por los templarios de Prat; a la vez, la torre es la señal tradicional de Tortosa, municipio dentro del cual se encuentra el pueblo de Campredó. La cruz también alude al pasado templario. La faja ondulada representa el río Ebro.
Como es norma en todos los escudos de las entidades menores, el de Campredó no lleva corona.